# Privilegi Logudorès
El Privilegi logudorès, també conegut com a Carta consular pisana és un dels primers textos coneguts en llengua sarda, redactat en la parla lugodoresa.
Es tracta d'un privilegi atorgat per Marià de Lacón, jutge de Torres, en favor dels mercaders de Pisa, a petició del bisbe pisà Gerard, de Logudor. El manuscrit es conserva a l'Arxiu d'Estat de Pisa. No hi ha acord sobre la seva data, però s'estima va ser redactat entre els anys 1080 i 1121.

## Text
In nomine Domini amen. Ego iudice Mariano de Lacon fazo ista carta ad onore de omnes homines de Pisas pro xu toloneu ci mi pecterunt: e ego donolislu pro ca lis so ego amicu caru e itsos a mimi; ci nullu imperatore ci lu aet potestare istu locu de non (n)apat comiatu de leuarelis toloneu in placitu: de non occidere pisanu ingratis: e ccausa ipsoro ci lis aem leuare ingratis, de facerlis iustitia imperatore ci nce aet exere intu locu. E ccando mi petterum su toloneu, ligatorios ci mi mandarun homines ammicos meos de Pisas, fuit Falceri e Azulinu e Manfridi, ed ego fecindelis carta pro honore de xu piscopu Gelardu e de Ocu Biscomte e de omnes consolos de Pisas: e ffecila pro honore de omnes ammicos meos de Pisas; Guido de Uabilonia e lLeo su frate, Repaldinu e Gelardu, e Iannellu, e Ualduinu, e Bernardu de Conizo, Francardu e Dodimundu e Brunu e rRannuzu, e Uernardu de Garulictu e tTornulu, pro siant in onore mea ed in aiutoriu de xu locu meu. Custu placitu lis feci per sacramentu ego e domnicellu Petru de Serra, e Gostantine de Azzem e Uoso Ueccesu e Dorgotori de Ussam e nNiscoli su frate (e n)Niscoli de Zor(i e) Mariane de Ussam (.) 